# Giuseppe Anselmi
Giuseppe Anselmi (16 de noviembre de 1876, Nicolosi, Sicilia  - 27 de mayo de 1929, Zoagli, Génova) fue un tenor italiano, uno de los más famosos de Europa en el primer cuarto del siglo XX.

## Biografía
Anselmi estudió inicialmente violín y piano, pero se preparó de forma autodidacta como cantante lírico en una compañía itinerante de opereta. Su debut se produjo en 1896 en Patras, Grecia, en el papel de Turiddu, en Cavalleria rusticana. En Italia tomó clases de canto con el famoso director de orquesta Luigi Mancinelli. Su debut en Italia llegó en 1900, en Génova e, inmediatamente después, en Nápoles. Su carrera internacional comenzó en Londres, y continuó con grandes éxitos en Buenos Aires, Varsovia, Moscú y San Petersburgo. 
Pero el lugar en el que alcanzó sus mayores éxitos fue el Teatro Real de Madrid, en el que durante varias temporadas (desde que se presentó en 1907 con Manon hasta su última actuación, con I Pagliacci, en 1918), fue el ídolo del público. Hasta tal punto que, pocos años antes de morir, donó su corazón al Archivo del Real, donde se conservó, disecado, durante años. Actualmente, la reliquia forma parte de los fondos del Museo Nacional del Teatro, en Almagro.
Anselmi hizo numerosas grabaciones, sobre todo para el sello Fonotipia, entre 1907 y 1910. En ellos dejó constancia de su bello y cálido timbre y de su refinada técnica, en fragmentos representativos de su repertorio (Don Pasquale, La Gioconda, I Pagliacci, Luisa Miller, Manon, Werther, La Bohème o Fedora).
Se retiró en 1918 y se estableció cerca de Génova, donde se dedicó a la enseñanza y a la composición, y retomó la interpretación del violín.